# 1980 au Manitoba
Chronologie du Manitoba
- 1976
- 1977
- 1978
- 1979
- 1980
- 1981
- 1982
- 1983
- 1984

Cette page concerne des événements d'actualité qui se sont produits durant l'année 1980 dans la province canadienne du Manitoba.

## Politique
- Premier ministre : Sterling Lyon
- Chef de l'Opposition :
- Lieutenant-gouverneur : Francis L. Jobin
- Législature :

## Événements

Le drapeau de la communauté francophone des Franco-manitobains du Manitoba au Canada.

- 17 février : Création du drapeau franco-manitobain qui devient le symbole du peuple des francophone de la province.
- Mercredi 27 août : la Tribune de Winnipeg et le Journal d'Ottawa, deux journaux canadien, sont rachetés et fermés par Nouvelle Postmédia et la Société Thomson.

## Naissances
- Erica Eyres, née à (Winnipeg, est une artiste canadienne qui réside actuellement à Glasgow.

- 28 mars : Terence Tootoo (né à Churchill au Manitoba au Canada - décédé le 28 août 2002 à Brandon également dans le Manitoba) est un joueur professionnel de hockey sur glace. Il est connu pour être le premier joueur d'origine inuit à devenir professionnel mais ne passe qu'une saison en tant que tel avant de se suicider[1].

- 3 avril : Jared MacLeod (né à Winnipeg) est un athlète canadien, spécialiste du 110 m haies.